# Сивойница
Сивойница е български народен обичай. Празнува се на 5 януари, в деня преди Йордановден в някои родопски села и в Търновско.
Представлява обичай за очистване след мръсните дни – периодът след Коледа. Преди обяд момите от селото обличат едно момиче като булка със забулено лице и едно момче – младоженец, преоблечено в мъжко облекло. Момите и младоженската двойка обикалят заедно из селото, пеят песни и събират дарове. Една от момите носи котел с вода, от който невястата ръси по посетените дворове и къщи. По този начин се вярва, че мръсните дни са прогонени. Със сивойнишката вода са прогонени и всички караконджулите. Изпълняваните от тях песни са игриви с весел и любовен характер. Песните са и типични пролетни вещания, приличащи на някои лазарки.